# Divino de São Lourenço
Divino de São Lourenço là một đô thị thuộc bang Espírito Santo, Brasil. Đô thị này có diện tích 175,792 km², dân số năm 2007 là 4782 người, mật độ 27,2 người/km².